# 软鱼
软鱼（学名：Malakichthys wakiyai）为鮨科软鱼属的鱼类。分布于日本以及中国东海等海域。该物种的模式产地在日本鹿儿岛湾。